# Schweizer Fussballmeisterschaft 1901/02
Die fünfte Schweizer Fussballmeisterschaft fand 1901/1902 statt. Schweizer Meister wurde der FC Zürich.

## Modus
Die Serie A wurde in drei, die Serie B in vier regionale Gruppen eingeteilt. Ein Sieg brachte 2 Punkte, ein Remis 1 Punkt ein. Der Sieger jeder Gruppe qualifizierte sich für die jeweiligen Finalspiele. Der Sieger der Finalspiele der Serie A wurde Schweizer Meister 1901/02.

## Serie A

### Gruppe Ost
| Pl. | Verein                   | Sp. | S | U | N | Tore    | Diff. | Punkte |
| --- | ------------------------ | --- | - | - | - | ------- | ----- | ------ |
| 1.  | FC Zürich                | 8   | 8 | 0 | 0 | 065:900 | +56   | 16     |
| 2.  | Grasshopper Club Zürich  | 8   | 6 | 0 | 2 | 046:150 | +31   | 12     |
| 3.  | Vereinigte FC St. Gallen | 8   | 3 | 0 | 5 | 023:360 | −13   | 06     |
| 4.  | Fire Flies Zürich        | 8   | 3 | 0 | 5 | 015:490 | −34   | 06     |
| 5.  | Blue Stars St. Gallen    | 8   | 0 | 0 | 8 | 008:480 | −40   | 0      |

### Gruppe Zentral
| Pl. | Verein          | Sp. | S | U | N | Tore    | Diff. | Punkte |
| --- | --------------- | --- | - | - | - | ------- | ----- | ------ |
| 1.  | Young Boys Bern | 7   | 5 | 1 | 1 | 026:800 | +18   | 11     |
| 2.  | FC Basel        | 7   | 5 | 0 | 2 | 015:700 | +8    | 10     |
| 3.  | Old Boys Basel  | 7   | 4 | 1 | 2 | 027:600 | +21   | 09     |
| 4.  | Fortuna Basel   | 7   | 1 | 0 | 6 | 012:310 | −19   | 02     |
| 5.  | Excelsior Basel | 4   | 0 | 0 | 4 | 001:290 | −28   | 0      |

### Gruppe West
| Pl. | Verein               | Sp. | S | U | N | Tore    | Diff. | Punkte |
| --- | -------------------- | --- | - | - | - | ------- | ----- | ------ |
| 1.  | FC Bern              | 6   | 4 | 0 | 2 | 014:700 | +7    | 08     |
| 2.  | Servette Genf        | 6   | 3 | 0 | 3 | 009:110 | −2    | 06     |
| 3.  | FC La Chaux-de-Fonds | 6   | 2 | 1 | 3 | 008:600 | +2    | 05     |
| 4.  | FC Neuchâtel         | 6   | 2 | 1 | 3 | 009:160 | −7    | 05     |

### Finalspiele
| Datum      |           | Ergebnis |                 | Ort   |
| ---------- | --------- | -------- | --------------- | ----- |
| 06.04.1902 | FC Zürich | 2:0      | Young Boys Bern | Aarau |
| 13.04.1902 | FC Bern   | 2:2      | Young Boys Bern | Bern  |
| 20.04.1902 | FC Zürich | 7:1      | FC Bern         | Aarau |

| Pl. | Verein          | Sp. | S | U | N | Tore    | Diff. | Punkte |
| --- | --------------- | --- | - | - | - | ------- | ----- | ------ |
| 1.  | FC Zürich       | 2   | 2 | 0 | 0 | 009:100 | +8    | 04     |
| 2.  | Young Boys Bern | 2   | 0 | 1 | 1 | 002:400 | −2    | 01     |
| 3.  | FC Bern         | 2   | 0 | 1 | 1 | 003:900 | −6    | 01     |

## Serie B

### Gruppe Ost
| Pl. | Verein                    | Sp. | S | U | N | Tore    | Diff. | Punkte |
| --- | ------------------------- | --- | - | - | - | ------- | ----- | ------ |
| 1.  | Grasshopper Club Zürich 2 | 6   | 4 | 1 | 1 | 025:110 | +14   | 09     |
| 2.  | FC Zürich 2               | 6   | 3 | 2 | 1 | 018:110 | +7    | 08     |
| 3.  | FC Winterthur             | 6   | 2 | 1 | 3 | 010:140 | −4    | 05     |
| 4.  | FC Victoria Schaffhausen  | 6   | 1 | 0 | 5 | 009:260 | −17   | 02     |

### Gruppe Zentral 1
| Pl. | Verein            | Sp. | S | U | N | Tore    | Diff. | Punkte |
| --- | ----------------- | --- | - | - | - | ------- | ----- | ------ |
| 1.  | Young Boys Bern 2 | 4   | 2 | 1 | 1 | 008:700 | +1    | 05     |
| 2.  | FC Biel           | 4   | 2 | 0 | 2 | 009:700 | +2    | 04     |
| 3.  | FC Floria Biel    | 4   | 1 | 1 | 2 | 004:700 | −3    | 03     |

### Gruppe Zentral 2
| Pl. | Verein            | Sp. | S | U | N | Tore    | Diff. | Punkte |
| --- | ----------------- | --- | - | - | - | ------- | ----- | ------ |
| 1.  | Old Boys Basel 2  | 4   | 4 | 0 | 0 | 017:140 | +3    | 08     |
| 2.  | FC Basel 2        | 4   | 2 | 0 | 2 | 009:160 | −7    | 04     |
| 3.  | Excelsior Basel 2 | 4   | 0 | 0 | 4 | 001:180 | −17   | 0      |

### Gruppe West
| Pl. | Verein                 | Sp. | S | U | N | Tore    | Diff. | Punkte |
| --- | ---------------------- | --- | - | - | - | ------- | ----- | ------ |
| 1.  | FC La Chaux-de-Fonds 2 | 4   | 3 | 0 | 1 | 006:200 | +4    | 06     |
| 2.  | FC Black Fellows Bern  | 4   | 2 | 0 | 2 | 006:600 | ±0    | 04     |
| 3.  | FC Nyon                | 4   | 1 | 0 | 3 | 002:600 | −4    | 02     |

### Finalspiele
| Datum      |                           | Ergebnis |                           | Ort   |
| ---------- | ------------------------- | -------- | ------------------------- | ----- |
| 20.04.1902 | Grasshopper Club Zürich 2 | 3:3      | Old Boys Basel 2          | Aarau |
| 28.04.1902 | FC La Chaux-de-Fonds 2    | 1:2      | Grasshopper Club Zürich 2 | Bern  |

Zum am 5. Mai 1902 geplanten Spiel zwischen den Old Boys Basel 2 und dem FC La Chaux-de-Fonds 2 fehlen Informationen, vermutlich wurde es nicht ausgetragen.
| Pl. | Verein                    | Sp. | S | U | N | Tore    | Diff. | Punkte |
| --- | ------------------------- | --- | - | - | - | ------- | ----- | ------ |
| 1.  | Grasshopper Club Zürich 2 | 2   | 1 | 1 | 0 | 005:400 | +1    | 03     |
| 2.  | Old Boys Basel 2          | 1   | 0 | 1 | 0 | 003:300 | ±0    | 01     |
| 3.  | FC La Chaux-de-Fonds 2    | 1   | 0 | 0 | 1 | 001:200 | −1    | 0      |

Grashopper Club Zürich wurde Sieger der Serie B.